# Vuelo 199 de USA Jet Airlines

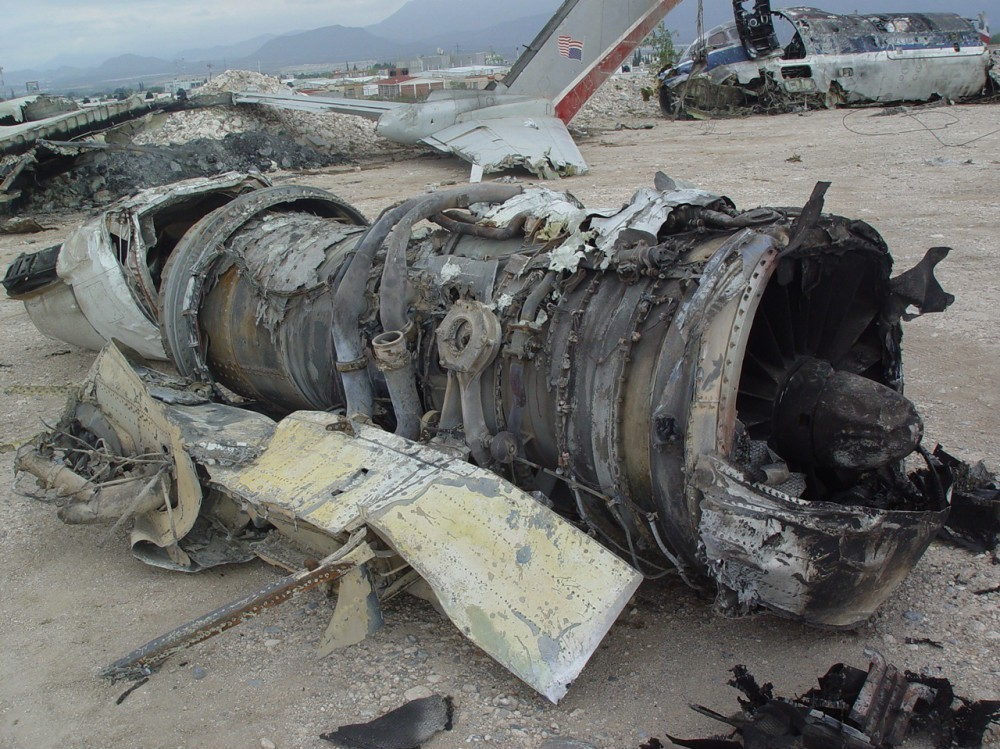
Uno de los motores del DC-9-15F.

El vuelo 199 de USA Jet Airlines era un vuelo de carga desde el Aeropuerto Regional de Shreveport hacia el Aeropuerto de Saltillo. El 6 de julio de 2008, el McDonnell Douglas DC-9 que operaba el vuelo se estrelló durante la aproximación a su destino, causando la muerte del capitán. El primer oficial resultó gravemente herido y fue trasladado al hospital.

## Aeronave

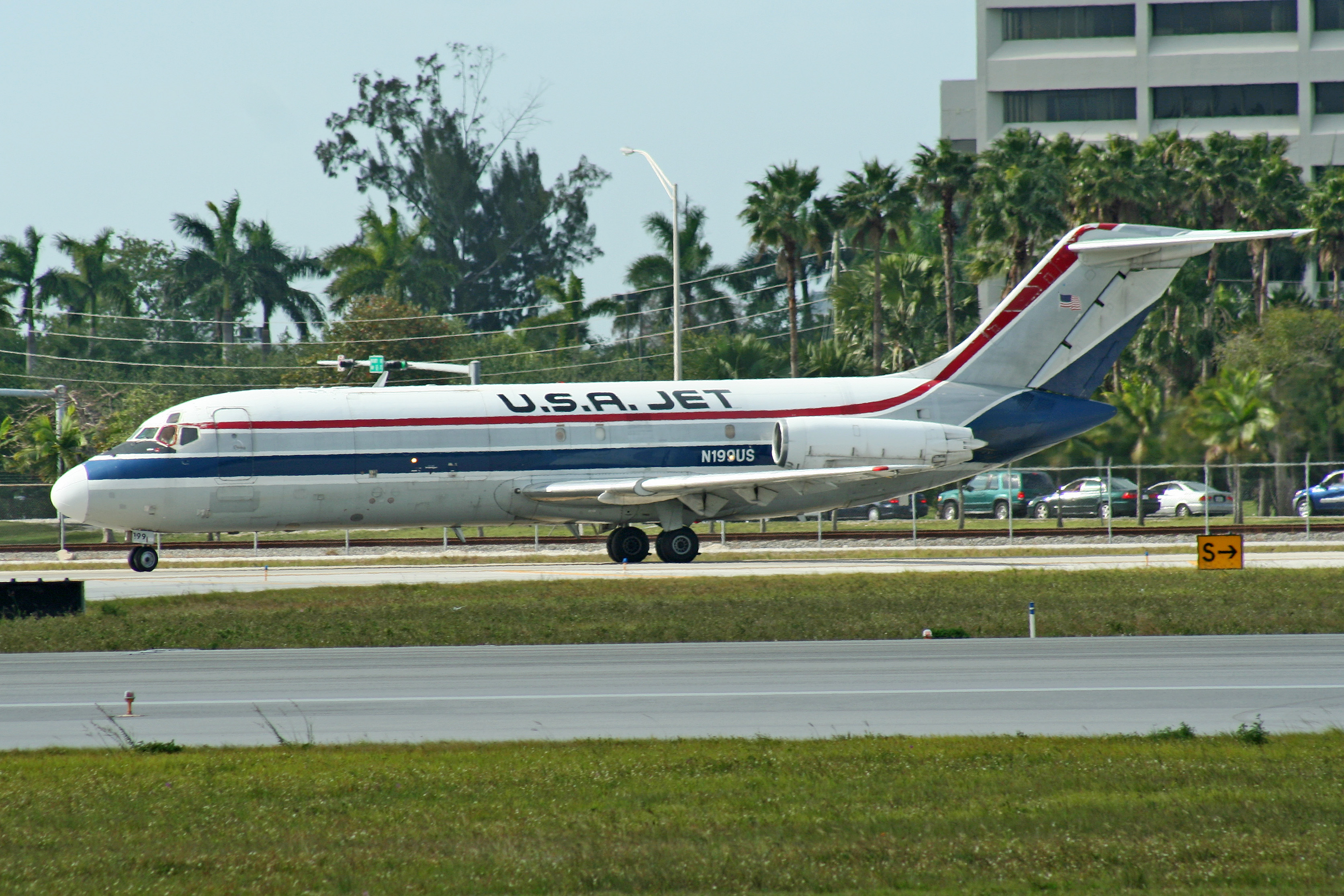
N199US, la aeronave implicada en el accidente, en abril de 2008.

La aeronave involucrada era un McDonnell Douglas DC-9F con dos motores Pratt & Whitney JT8D, matriculado como N199US, fabricado en 1967 y operado inicialmente por Continental Airlines. El avión fue reconvertido en avión de carga en 1984 y adquirido por USA Jet Airlines en 1996.[cita requerida]

## Tripulación
A bordo de la aeronave se encontraba únicamente una tripulación de dos personas, compuesta por el capitán y el primer oficial. El capitán trabajaba para la aerolínea desde el 2 de marzo de 1998. Poseía habilitaciones para los tipos de aeronave Boeing 737, Douglas DC-9 y Diamond DA20. Contaba con 7.146 horas de experiencia de vuelo, de las cuales 2.587 habían sido en la cabina de mando del DC-9. El primer oficial volaba para USA Jet desde el 5 de febrero de 2008. De sus 6.842 horas de experiencia de vuelo, había acumulado 88 en la cabina del DC-9.[cita requerida]

## Accidente
El vuelo 199 partió del Aeropuerto Willow Run con destino al Aeropuerto Internacional John C. Munro en Hamilton, donde cargó mercancía, y luego continuó hacia el Aeropuerto Regional de Shreveport antes de dirigirse al Aeropuerto de Saltillo. El avión aterrizó en Shreveport a las 23:19 (CDT), y despegó nuevamente rumbo a Saltillo a las 23:48. Llevaba aproximadamente 3,6 toneladas de piezas automotrices a bordo. Durante el descenso hacia Saltillo, a unos 6 pies (1,8 m), el capitán comentó que el indicador de la pendiente de planeo del lado del primer oficial parecía estar dando una lectura errónea. El primer oficial respondió que así lo parecía. Al continuar el descenso, el sistema de advertencia de proximidad al terreno (GPWS) emitió una alarma de tasa de descenso (Sink Rate). Según el registrador de datos de vuelo, la aeronave descendía a una alta velocidad de aproximadamente 3 pies (0,9 m) por minuto hasta llegar a los 1,5 pies (0,5 m).

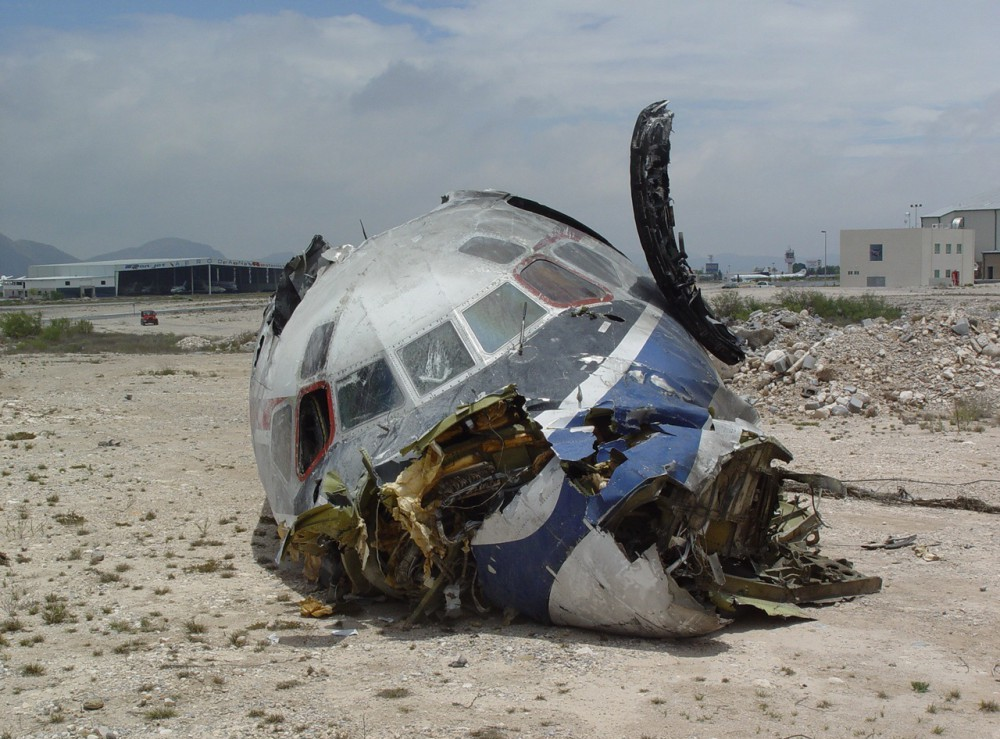
Otro ángulo de los restos de la cabina.

Alrededor de los 500 pies (152,4 m), el primer oficial leyó la altitud en voz alta y el control del tráfico aéreo fue transferido de Monterrey a Saltillo. El capitán preguntó si ya tenían autorización para aterrizar, a lo que el primer oficial respondió que aún no. A los 300 pies (91,4 m), el capitán indicó que no tenía contacto visual con el suelo, y al mismo tiempo se incrementó la potencia de los motores. Nueve segundos antes del impacto, el motor derecho sufrió una pérdida de compresión. Según las cámaras de vigilancia del aeropuerto, en ese momento la aeronave se inclinó 15 grados a la derecha. Luego se inclinó 55 grados a la izquierda, y finalmente 85 grados a la derecha. La punta del ala derecha tocó el suelo a unos 480 metros de la pista 17, destruyendo dos líneas eléctricas. Finalmente, la aeronave se estrelló en una carretera a 800 metros al norte del aeropuerto. La aeronave se partió tras el impacto y se incendió en tierra. El avión se detuvo cerca del Libramiento José López Portillo, a unos 200 m de los hangares de Mercury Cargo y DHL.

## Investigación
La Agencia Federal de Aviación Civil de México investigó el accidente, junto con representantes de la Junta Nacional de Seguridad del Transporte (NTSB), que designó a Robert Benzon como su representante acreditado. El informe final concluyó que las causas probables del accidente fueron la continuación de una aproximación final inestable sin tener la pista a la vista y la consecuente pérdida de control durante la aproximación frustrada. Entre los factores contribuyentes se encontraron la fatiga de los pilotos, el error humano, el clima en el aeropuerto y la inexperiencia del primer oficial.